# 真田信繁
真田信繁（1567年9月9日—1615年6月3日）是日本戰國時代末期的武將，現在以「真田幸村」之名而廣為人知。但史料中，真田信繁本人並沒有使用過“幸村”這個名字。因其不畏懼死亡，雖然最後全軍覆歿，但以寡擊眾而造成敵軍重創的事蹟，使其與源義經、楠木正成並列為日本史上「三大悲劇英雄」，被視為武士道的典範之一。
真田信繁在日本戰國時期的最後一役大坂之陣中受到豐臣家邀請，加入即將被德川家康滅亡的豐臣氏陣營，並與另一武將毛利勝永正面攻破數萬德川大軍和擊潰德川家康本陣，這些英勇行為被江戶幕府和諸國大名記錄下來，後來以這些記錄史料為腳本的小說將真田信繁以及虛構人物真田十勇士描繪成與德川家康大軍對抗的武將「真田幸村」而聞名於現世。初代薩摩藩主島津忠恒稱譽他為「日本第一勇士」（日本一の兵，《舊記雜錄》），江戶時代的史學家更稱其為「戰國時代最後的武士」。而在現代，作爲日本戰國時代的代表性人物之一，真田信繁的形象更經常出現在各種以戰國時代為背景的娛樂產品（如電視劇和遊戲）上。

## 「真田幸村」的由來
「幸村」之名最早見於大坂之陣57年後寬文12年（1672年）出版的軍記物《難波戰記》。因為這本書的流行和高人氣使得幸村之名在後代的史書中反而取代了正式的名字，連德川幕府編纂的《寬政重修諸家譜》以及真田信繁長兄真田信之後代的子孫松代藩也在正史中使用「幸村」之名。而左衛門佐成為了稱呼信繁的專有官職，其延襲自武田家統一赤色旗幟和軍裝的部隊－赤備也成了勁旅的代名詞（雖現今真田博物館所留下的鎧甲顯示並非全部赤色，但其旗幟是全紅鑲上金黃色細線的「總赤地金線」）。江戶時代時，信幸（信之）的後代成為了藩主或旗本，真田氏在政治舞台上仍然活躍，之後也出現了不少以別名「幸村」為藍本的說書和戲曲，如真田勇士。因此，反而以真田幸村而不是本名眞田信繁廣植在人們心目中。
信繁出生於武田信玄在世時的甲斐，父親真田昌幸是武田家的人質，昌幸原本要繼承甲斐的望族武藤氏而被稱作武藤喜兵衛，也因此信繁幼年名為「武藤弁丸」，後來真田昌幸因兩位兄長真田信綱和真田昌輝在1575年長篠之戰戰死後回歸繼承真田本家，弁丸也在成年元服後改名為「真田信繁」——取自武田信玄之弟武田信繁。
「信」是武田及其庶流甲斐武藤家通字，「幸」則是真田及其本家海野氏的通字；「村」的由來一說是源自信繁的姐姐村松，另外則是信繁的後代子孫仕奉的伊達家當主伊達綱村。也有說是來自詛咒德川家的妖刀村正。
信繁另有法名「好白」，別名「源次郎」，還有後來豐臣秀吉賜姓而被稱「豐臣信繁」，其餘皆非出自史料，如信賀、信仍、昌尚、幸重、信氏、信次、信就、信成等別名，以及傳心月叟或高野山蓮華定院給他的諡號「大光院殿月山傳心大居士」。

## 生平

### 少年人質
真田信繁出生於1567年（永祿10年，于武田信玄的居城甲斐國躑躅崎館城，即今山梨縣甲府市。一說出生於永祿13年，即公元1570年），少年時期被送往上杉景勝處成為人質，受封北信濃川中島五千石的領地；其後被其父派至豐臣秀吉的大坂城做人質，成為其「馬迴眾」（近侍）。

### 豐臣秀吉的馬迴眾
天正十八年（1590年）信繁參加小田原征伐，與父親真田昌幸、兄真田信幸一同和前田利家、上杉景勝為北國軍之一，越過東山道進攻後北條氏。北國軍約三萬五千兵力。首先進攻的是由北條家「御由緒眾」之一的大道寺政繁鎮守的松井田城，並於途中的碓冰峠展開決戰，信繁於此戰中手持十文字長槍衝陣殺敵；最後大道寺政繁抵擋不住北國軍相繼攻陷支城的氣勢，於4月20日投降，並帶北國軍一路攻克、攝伏上野國一帶的城池，接著進入武藏國，隨「五奉行」之一的石田三成進攻北條家臣成田氏長位於武藏國的居城：忍城。由於忍城是當時有名的堅城，三成雖以水攻但是失敗，更遭到氏長之妻（當時氏長在小田原城，因此由妻女代守）的反擊，此時真田軍以援軍援助三成軍，信繁率兵猛烈強攻而攻破忍城的一處城門，雖然隨即遭到甲斐姬（氏長之女，後為秀吉側室）的出城反攻而撤退，但是信繁仍因為以上的軍功而備受陣中諸將的矚目。
文祿元年（1592年）朝鮮之役時，信繁陪同豐臣秀吉坐鎮北九州的大本營名護屋城，並官拜從五位下左衛門佐，迎娶了大谷吉繼的女兒竹林院。

### 關原之戰
在慶長五年（1600年）的關原之戰中，信繁和兄長真田信幸（關原戰後改名真田信之）分道揚鑣，跟隨父親脱離德川方轉投石田三成的西軍，並協助其父於上田城以2,500人的兵力拖住了德川秀忠（德川家康之子）的38,000人大軍，是爲第二次上田合戰。當中信繁率領小部隊軍勢以游擊戰術擾亂德川軍，配合父親昌幸的戰術成功拖延了德川秀忠的進軍行程，使其數萬大軍被牽制在信濃而來不及參加關原之戰。
雖然在上田城之戰以寡擊眾成功，但在關原主戰場的西軍卻因為小早川秀秋的叛變而在一天之內戰敗，由率領東軍的德川家康取得了日本全國的控制權，並於三年後成立幕府。而參與西軍的諸侯大名都受到了戰後懲處：西軍領導人石田三成，以及安國寺惠瓊、小西行長等先後遭到捕獲並斬首；宇喜多秀家領地被家康沒收，逃亡至薩摩國的島津領内，四年後遭到逮捕，兩年後又被流放到八丈島。而家康原本有意處死真田昌幸及真田信繁，但在其兄真田信之與親家本多忠勝的求情後，與父親真田昌幸一同被流放到紀伊國（今和歌山縣）高野山麓的九度山，希望被赦免但又苦等不到赦免的父親在九度山流放的歲月中失意病逝，信繁也因此非常怨恨德川家康。

### 大坂之戰

#### 大坂冬之陣

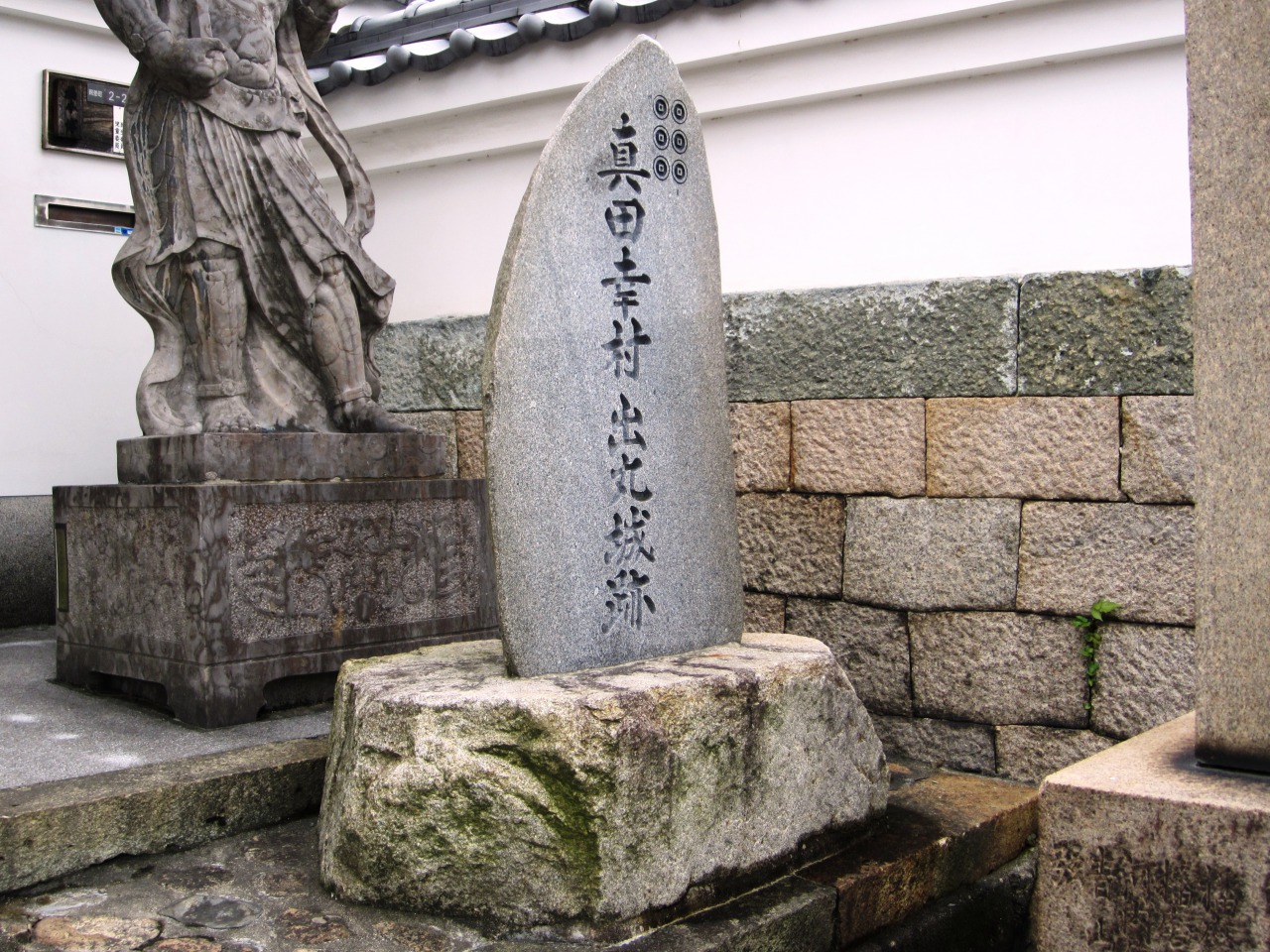
真田幸村出丸城跡（大坂府大坂市天王寺区餌差町心眼寺）

慶長十九年(1614年)，因為豐臣家在當時名義上是德川家康的主君，但德川家康為了圖謀江戶幕府之後的安泰，便開始著手考量對豐臣家進行“政治處理”的工作；而豐臣家在關原之戰後領地被德川家康削減去分封給有功將領，由222萬石大幅降到65萬石，已經心存埋怨，之後德川家康又為了豐臣家重建京都方廣寺的鐘銘文，認為豐臣家是在詛咒他不得好死而要豐臣家提出說明並謝罪，兩家積怨已久的火藥終於被引爆，德川家康向豐臣家宣戰，大坂冬之陣由此展開。同年10月，眞田信繁受到豐臣家的邀請，出九度山進大坂城加入豐臣方對抗德川家康，和一樣是浪人武將的後藤基次（後藤又兵衛）等主張狙擊德川大軍於宇治瀨田河口之地，但這項提議遭到豐臣家臣的否決，遂著手於大坂城外的平野口構築東西向約180公尺的半圓形防禦工事真田丸，這個形同小型要塞的真田丸是為了強化大坂城城牆南方的弱點。
慶長19年11月19日（1614年12月19日）的大坂冬之陣中，信繁親率五千兵力挑釁前田軍作為開始，再以鐵砲攻勢大敗德川方數萬大軍而聲名大盛。但大坂冬之陣在德川家康的政治手腕下停戰，和解條件是要豐臣方必須將大坂城四週的護城河以及戰略溝渠填埋並拆除外牆；在冬之陣中發揮強大、重要防禦功效的工事真田丸也在被要求拆除的行列裡，信繁等主戰的豐臣軍將領為此大嘆功虧一簣。

#### 大坂夏之陣（陣亡）
1614年12月23日，豐臣方發現德川軍除開始動手填平大坂城四周圍戰略溝渠以及冬之陣時用來防禦的建築和土城以外，還對城內的其他地方進行破壞與填平工程，立即向德川家康抗議，德川方回覆：【填平溝渠就是指所有的溝渠】，這時豐臣方才知道中了德川家康的陰謀，但為時已晚。隔年在德川軍離開大坂城後，豐臣方因認為德川家康近期內應該會再度開戰，所以開始著手挖掘一部分溝渠以因應緊急防備工作，並且僱用大量的浪人眾與運送糧食進入大坂城。德川家康在得知消息後向豐臣家做出通牒，除了指控豐臣方違反當初和解條件，還要豐臣方必須做出選擇：1.豐臣秀賴離開大坂城，出任大和或伊勢諸侯。2.遣散大坂城內所有的浪人眾。豐臣方立刻一口拒絕德川方開出的所有條件，隨即引發後來的大坂夏之陣。信繁在1615年6月2日（元和元年陰曆五月六日），先與五人衆參與了道明寺之戰。在此役中，由於薄田兼相、明石全登與真田信繁等後續救援部隊都沒能及時趕到，以致先出戰迎敵的友軍後藤基次在小松山被伊達政宗率領的德川軍圍剿殲滅，後藤基次因此陣亡；隨後第一個趕到現場的援軍薄田兼相，抵達時正好直接遭遇德川軍的水野勝成，兩軍交戰之下因兵員疲憊且寡眾懸殊，而薄田兼相在悲憤後藤基次的陣亡之餘，竟親自到陣前攻擊敵兵，又導致了薄田兼相的犧牲。對於後藤軍被殲滅，信繁在自責未能及時救援後藤基次的同時，也已經作好了和薄田兼相一樣的戰死心態。毛利勝永勸慰信繁道：「信繁君在此時戰死，百害而無一利。如果要壯烈犧牲的話，何不在右府（豐臣秀賴）的馬前華麗死去？」。聽到了此言的信繁，遂與毛利一起整理軍勢，收編了後藤基次與薄田兼相的殘餘部隊後，往大坂城撤退。在撤退時，信繁在譽田之戰斷後，以三千兵力擊敗伊達政宗的先鋒大將片倉重長率領的一萬二千名鐵砲騎兵隊，當日伊達政宗後方的數萬大軍，包括水野勝成及帶領二萬越後兵的松平忠輝皆為之卻步，不敢出面迎戰真田軍，信繁令兵士大喊：「百萬關東軍，無一男兒身！」，悠然於當日回師至大坂城。

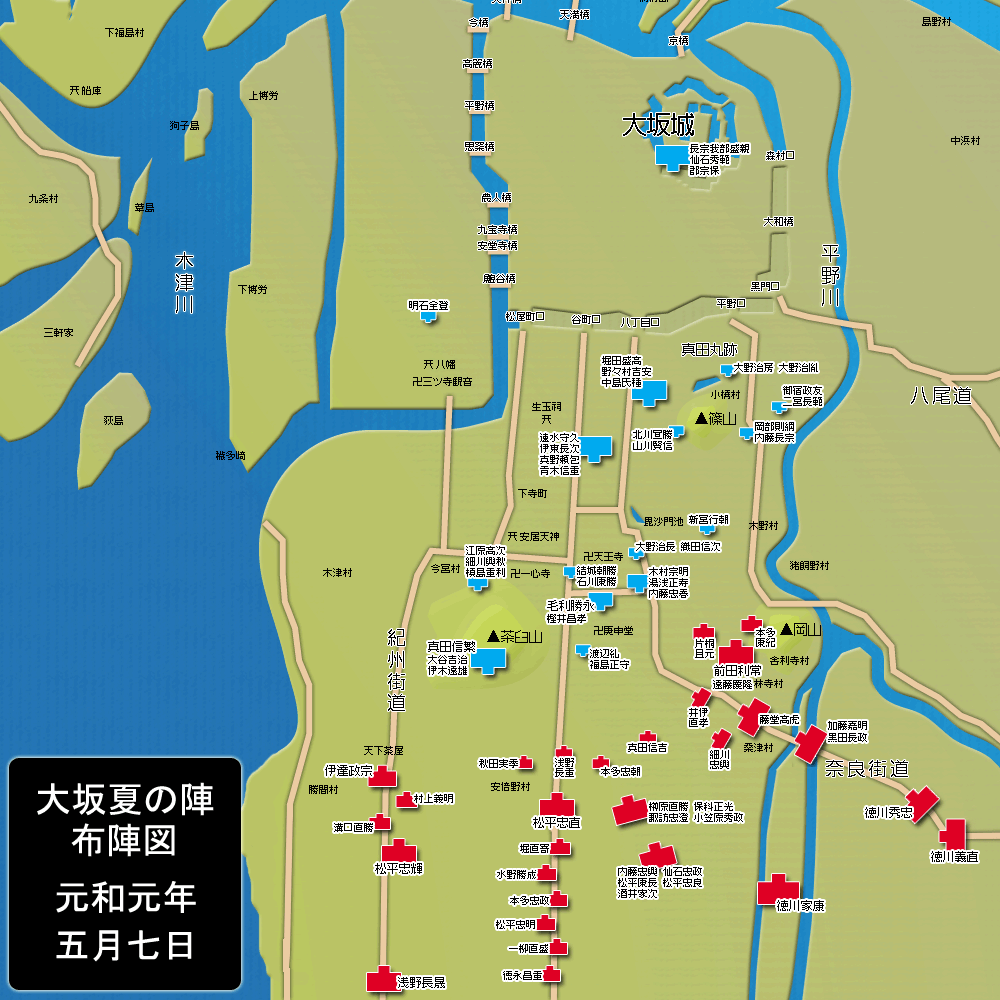
天王寺岡山之戰佈陣圖。可見真田信繁佈陣于茶臼山脚，毛利勝永等將領則佈陣于天王寺附近。

次日進行決戰為1615年6月3日的天王寺之役。德川軍以總兵力十五萬團團包圍了大坂城，而豐臣方僅五萬兵士，且實際迎戰者僅天王寺方面的真田信繁、毛利勝永，和岡山口方面的大野治房（道犬）、北川宣勝、山川賢信共僅約一萬五千的兵力，但豐臣秀賴的親衛主力卻通通躲在城內沒有出戰，浪人眾裡擁有最多兵力的前土佐國主長宗我部盛親，甚至更帶領所部兵馬直接退至大坂城北方準備逃命。
按照正史和《德川家康傳》的記載，大坂城的豐臣方原先作戰計畫是這樣的：由真田信繁與毛利勝永兩軍在天王寺纏住德川方十多萬先頭部隊，再由明石全登率所部兵馬繞至家康後方偷襲本陣。可是當決戰開始，毛利軍的鐵砲射擊造成德川軍不敢向前推進，在砲擊結束之後毛利軍立刻向德川軍發起進攻，首先攻破了德川軍的本多隊，擊殺了大將本多忠朝後，再擊潰秋田實季、淺野長重兩軍，接著又再擊退真田信吉的5,500兵力。而此時佈陣於茶臼山的真田信繁因見到德川軍若再不向前推進，明石全登的軍隊便無法從後方偷襲家康本陣的情況下，決定先率領大谷吉治、渡邊糺、伊木遠雄等3,500人從正面攻擊位於德川本陣前方的松平忠直15,000越前軍引誘德川軍向前進攻。不久，毛利軍的4,000兵力已連續突破德川軍的先鋒，並進入第二陣擊敗了諏訪忠恆、榊原康勝、仙石忠政、保科正光、小笠原秀政、小笠原忠脩等人帶領、總計約5,400的兵力，接著又再進入德川軍第三陣，擊退了酒井家次、相馬利胤、松平忠良的總計約5,300兵。而在真田軍方面，此時恰好德川方的淺野長晟軍在越前軍旁的行動被誤認為是要叛變至豐臣方，造成德川軍士氣迅速敗壞，所以使得真田軍很快的就突破了松平忠直的15,000越前軍，並直接攻打家康本陣，擊潰了德川親衛隊15,000主力軍。家康本陣的士兵見到信繁，皆紛紛四處逃散，而家康身邊只剩家臣小栗正忠一人跟著他逃命。

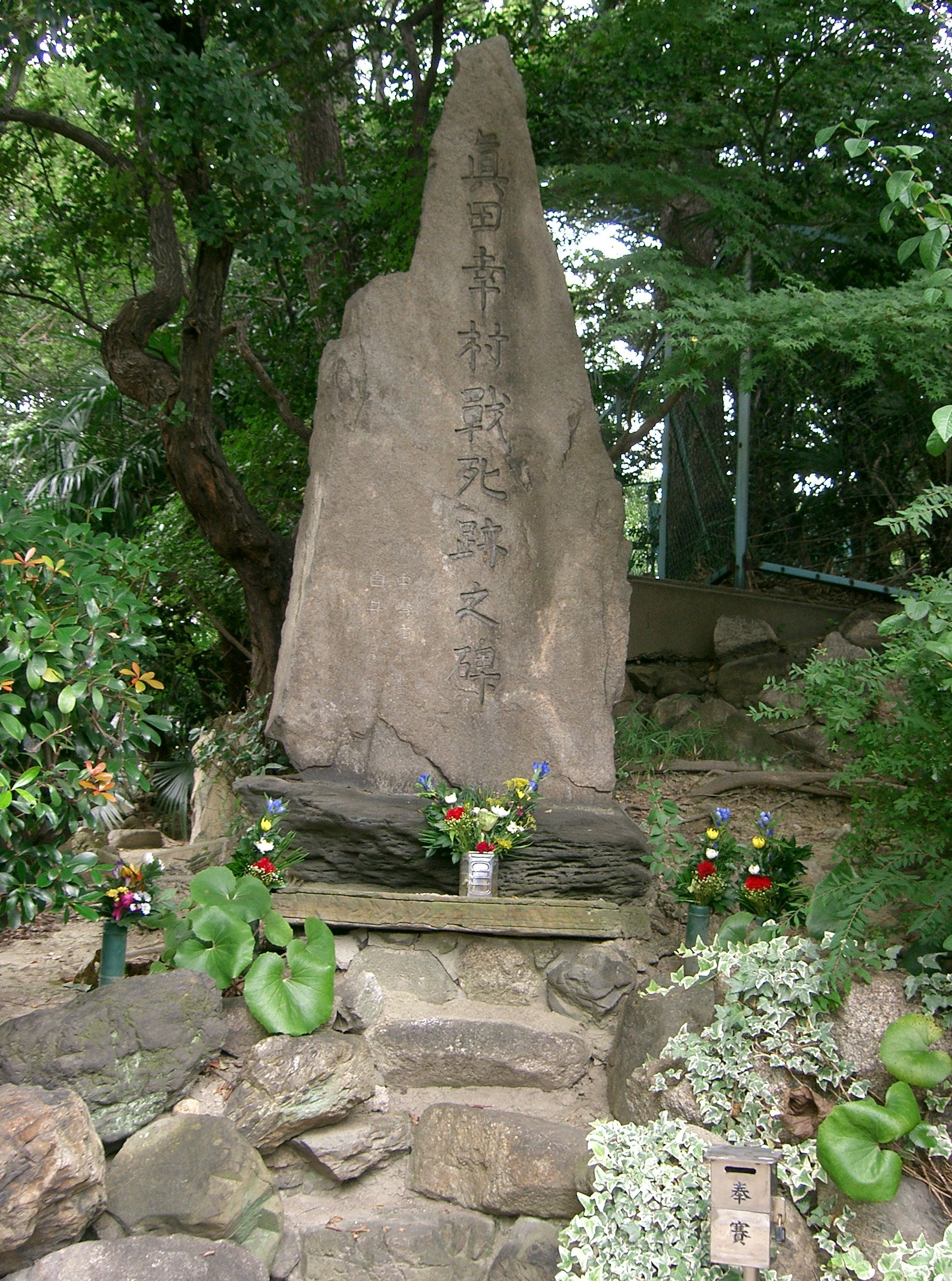
位于安居神社的真田幸村戰死地之碑

面對真田和毛利軍的凌厲攻擊，德川家康一度以為自己難逃信繁的追殺而極想自盡，但最後家康本人逃跑成功，信繁僅見到德川本陣留下因兵士慌亂而沒帶走的家康馬印。隨著戰事持續漫延，在岡山口的藤堂高虎、井伊直孝等兩部德川軍分別從左翼攻擊已經連續攻破德川3個陣的毛利軍，毛利勝永在撤退中引爆早先埋入土中的炸藥，大破藤堂高虎，抵制住了德川軍的追擊而與真野賴包一起成功撤退。但另一方面，原先在德川軍前陣被信繁擊潰的松平忠直卻在重新整編好越前軍的陣容後，佔領了茶臼山切斷了信繁退路，信繁撤退至安居神社想企圖經由神社繞回大坂城。撤到神社後，信繁和士兵正在整編兵力並稍做整備，不久卻被松平忠直的軍隊趕上追擊並且包圍。信繁左衝右突，於陣中反覆衝殺，儘管傷亡人數快速攀升，仍然對松平忠直軍發起3波瘋狂般激烈的總攻擊，但卻始終無法突出重圍，跟隨的士兵也逐漸陣亡殆盡、所剩無幾，終於在下午大約16時左右，被松平忠直的軍隊攻破了安居神社。信繁受重傷，在持刀抵抗後氣力用盡，遭到松平忠直的鐵砲大將西尾宗次以長槍刺殺身亡，真田軍全軍覆歿。
真田信繁死後，豐臣方的戰線也開始完全一路潰敗；豐臣秀賴向德川家康求和被拒絕，便與其母淀殿和家臣親信毛利勝永、大野治房、大藏卿局等人於大坂城內切腹自盡，德川家康更下令將豐臣一族男丁不分老少全部處死；秀賴的7歲兒子豐臣國松逃亡時被捕獲，在京都的六條河原遭斬首，女兒千代姬雖倖免於難，但被迫終身為尼；隨著豐臣家的滅亡，日本戰國時代也同時宣告結束。

## 日本第一勇士

代表真田氏的家紋：六文錢。

據《薩藩舊記雜錄》，因為大坂之陣以寡擊眾，他被日本強兵出處之一的薩摩藩當主島津忠恒譽為日本第一勇士。原文不過，島津忠恒並未參加大坂之陣，對於幸村的事蹟僅是聽聞而來，評價多少是屬於推測成份，而且薩藩舊記完成於倒德川幕府風氣強盛的明治30年間，因此針對此記載的可信度大打折扣，而天保13年完成的島津家編年史《西藩野史》則完全沒有提到大坂之陣中關於真田的事蹟，也沒有島津忠恆稱讚真田的話語記述，對於薩藩舊記為何有忠恒對真田的稱讚，被認為可能是倒幕時期，為了塑造抗戰英雄而捏造的記載。另外同時島津忠恒也稱讚了德川方井伊直孝的戰功為「日本第一之戰功。」原文
不過，參陣其中的細川忠興亦誇譽：「左衛門佐（幸村）在合戰場戰死，為古今前所未有的戰績。」原文
山岡莊八在其歷史小說名著《德川家康傳》中，以家康的立場引用《薩藩舊記雜錄》的說法如此描繪了這位戰國末代武士：「元和元年五月七日，真田左衛門佐攻陷大御所的陣地，旗本的士兵在三里遠的地方皆紛紛逃命，真田本人則在發動第三次總攻擊後陣亡。真田率領日本精兵的表現，可謂古今前所未有…  真田幸村、大谷大學吉治、渡邊內藏助糺，以及冬之陣時在真田丸監軍的參謀－伊木七郎右衛門遠雄，和幸村麾下的三千精兵，這一個個可謂是為戰爭而生的俊秀之士…，他們不斷地攻擊、再攻擊，戰至最後一人，連向來以勇猛冠稱於世的薩摩人（指島津氏）都深感佩服，自嘆不如，可見其果敢之至啊！」。也因此造成現今許多人誤認為是德川家康稱讚真田幸村為日本第一兵，事實上家康並未對幸村作出這個評價。
大坂冬之陣時，德川因損失慘重，曾派信繁之叔真田信尹（亦名加津野信昌，為真田信之家臣）以十萬石為條件，欲換取真田信繁的倒戈，但被回絕。其兄信之曾這麼敘述幸村：「柔和、有耐心，沉靜並且不會因小事而發怒。」雖然和勇猛的猛將印象並不符合，但是可以看出幸村臨危不亂、做事細心的大將之材。
即使在江戶時代，甚至連德川幕府的御用儒學家林羅山亦於正式公文記錄中記載真田軍使關東軍隊吃下了少有的敗戰。大久保忠佐之弟大久保忠教（彥左衛門）在其重要歷史文件〈三河物語〉亦記述了當時德川本陣在真田軍突擊下崩潰，連馬印都丟失，僅小栗忠左衛門一人跟著德川家康逃命的窘態。
在《圖解日本戰國武將54人》一書中,信繁對自己的部屬親切和善，最大的特徵是額頭右邊有一道疤痕。

## 家室

### 妻
- 堀田氏：真田家臣堀田興重之妹，生卒年不詳。
- 高梨氏：真田家臣高梨內記之女，生卒年不詳。高梨內記則曾跟隨昌幸、信繁一起被流放到九度山，後隨信繁進入大阪，元和元年（1615年）在大阪戰死。
- 竹林院：（?-1649年）為真田信繁的正室，又名安歧、小石、德、小屋。大谷刑部少輔吉繼之女，也有資料認為其應為吉繼之侄女，後跟隨信繁一起被流放到九度山。元和元年（1615年）五月二十日，她與四女栗子在紀州伊都郡被淺野長晟抓獲，其後得到了親戚瀧川一益之孫瀧川一積的庇護。竹林院於慶安二年（1649年）五月十八日在京都去世，法號竹林院梅渓永春清大姉。
- 隆清院：生卒年不詳。豐臣秀次之女，瑞龍院之孫女，出羽龜田藩的資料中稱之為隆清院，大阪陷落之前，與五女御田一其逃往瑞龍院處避難，之後行蹤不詳。但根據出羽龜田妙慶寺中有她的牌位，所以推斷可能後來寄身於此地。
- 不詳：

### 子女
- 長女 阿菊：天正十二年（1584年）生於上田，後成為了其舅父堀田作兵衛的養女，嫁給了小縣郡長窪鄉的石合十藏道定。寬永十九年（1642年）去世，時年五十九歲，其墓所在長安寺。
- 次女於市：天正十五年（1587年）生於上田，病死於九度山，卒年與墓所不詳。
- 三女阿梅：參照下文。
- 長男幸昌（大助）： 慶長六年（1601年）生於九度山，陪伴信繁一起度過了九度山的流放歲月。後跟隨父親進入大阪，參加了大阪冬、夏之陣。元和元年（1615年）五月八日殉死，諡號真入全孝大居士，長野市的普提寺有其供養塔。
- 四女栗子：生於九度山，具體時間不詳，與母親一起得到叔父瀧川一積的庇護，並成為其養女。後嫁給蒲生飛騨守氏鄉的重臣阪鄉喜（蒲生源左衛門）的長子阪鄉明。寬永十年（1633年），因主家蒲生氏斷絕，阪鄉明成為浪人，移居日向延岡，並於兩年後病死在近江大津，其後栗子之消息也不詳。
- 五女御田（顯性院）：慶長九年（1604年）生於九度山，與其母隆清院在瑞龍院日秀尼處避難，成年後嫁給了佐竹常陸介義重的四子岩城但馬守宣隆。寬永十二年（1635年）殁於江戶，時年32歲，供養於出羽龜田妙慶寺，寺中同時還有其母隆清院、兄幸昌、弟幸信的牌位。
- 六女阿菖蒲：慶長十年（1605年）生於九度山，跟隨了姐姐阿梅移居白石城，嫁給伊達家臣田村金兵衛定廣（片倉定廣）。寬永十二年（1635年）去世，葬於白石藏本勝阪的田村家墓所。
- 七女山岡：慶長十三年（1608年）生於九度山，跟隨了姐姐阿梅移居白石城，嫁給了茶人犬山城城主石川備前守貞清（石川光吉/宗林）之子藤右衛門重正（宗雲），隨夫居住在京都。曾在京都龍安寺大珠院為父母修建墓所，於明曆三年（1657年）去世。
- 八女：慶長十五年（1610年）生於九度山，名不詳，跟隨了姐姐阿梅移居白石城。《仙台真田系譜》中曾提到此女，卒年不詳。
- 次男守信(大八)：被片倉重長收留，為躲避幕府的搜捕，因而改名片倉守信，為仙台真田家（日语：仙台真田家）初代當主。
- 三男幸信：元和元年（1615年）七月十四日生於梅小路家的知人宅，繼承外公三好(豐臣)秀次姓氏。寬永三年（1626年）隨姐御田前往出羽岩城，名三好左馬之介幸信，以三百八十石出仕龜田藩，為秋田真田家初代當主。寬文七年（1667年）去世。
- 四男之親：生卒年不詳，石田之親，通稱權左衛門。生於九度山，生母傳聞為農民之女，不過詳細的出生經過不明。在大阪夏之陣父親以及兄長戰死後，出逃至贊歧，後被細川（石田）民部大輔國弘庇護，並成為其養子。也有一聞為信繁從大坂出逃至贊歧，於該地生下之親。

### 有關三女阿梅的傳説
元和元年（1615年）五月六日，真田信繁曾在道明寺與德川方的伊達軍交鋒，這場戰鬥在《武將感狀記》和《武德编年集成》中皆有記載。在此之前，伊達軍前隊的片倉小十郎重長曾先后与大阪方的名将后藤又兵卫基次和薄田兼相交战，并击败了以上二人。重長是伊达氏的名臣片仓景纲的长子，被认为是战国后期优秀的将领之一，在随后的战斗中，信繁也见识到了他的实力。
在道明寺之战中，大坂方的后藤基次和薄田兼相战死，第一道防线被德川军击破，大坂已经无险可守，由于双方实力相差悬殊，等待信繁的可能是最后的决战。在《仙台士鉴》中也记载着：真田信繁于六日夜里给伊达军的片倉重長写了一封书信，在信中他将三女阿梅托付给了重長。当天深夜，有两顶轿子到达伊达军营，每个里面分别坐者一个女孩，当别人问到哪个才是信繁的女儿的时候，两个女孩却都不回答，而且她们的怀中都揣有短刀以防不测。后来这些人才知道，这两个女孩一个就是阿梅，当时她年仅十二、三岁，而另一个则是穴山小助的女儿。此举是为了遇到危难之时，能够有机会保全阿梅的性命。在《老翁闻书》中有不同的记载，在大坂城陷落之时，片倉重長在乱军之中看到一个大约只有十六七岁，并且头扎白绫、手持白柄长刀的美丽女子。当得知她是真田信繁的女儿时，便将其收留。无论如何，阿梅的确是在即将到来的混战中幸免，最终嫁給片倉重長。
关于阿梅的生母存有一些疑问，一些资料中认为其应为竹林院所生，于庆长九年（1604年）生于九度山，该观点與《仙台士鉴》中对其年龄记载大致相符。如此一來她就是与五女御田同年，但有些资料认为信繁的四女栗子却是生于庆长三年，这两者明显有些矛盾。另一种观点则认为阿梅之母为高梨内记之女，她在文禄三年（1595年）出生于信州上田，这样在大坂之阵的时候应是二十岁左右，与《老翁闻书》中的年龄记载相差不多。

## 登場作品
小說
- 真田太平記（週刊朝日、池波正太郎著）
- 真田幸村（角川文庫、海音寺潮五郎著）
- 風神之門（新潮社、司馬遼太郎著）
- 城塞（新潮社、司馬遼太郎著）
- 軍師二人（講談社、司馬遼太郎著）
- 真田幸村（文藝春秋、柴田鍊三郎著）
- 猿飛佐助（文藝春秋、柴田鍊三郎著）
- 真田忍俠記（毎日新聞社、津本陽（日语：津本陽）著）
- 火燒大坂城（新人物往来社、早乙女貢（日语：早乙女貢）著）
- 魔風海峽（祥傳社、荒山徹（日语：荒山徹）著）
- 鳳凰默示錄（集英社、荒山徹著）

影視劇
- 少年猿飛佐助（1958年、東映、演：里見浩太朗）
- 真田風雲錄（日语：真田風雲録）（1963年、東映、演：千秋實）
- 風雲真田城（日语：風雲真田城）（1964年、ABC、演：高田浩吉）
- 宮本武藏（1965年、NTV、演：土屋嘉男）
- 戰國太平記 真田幸村（1966年、TBS・國際劇場、演：中村錦之助（日语：萬屋錦之介））
- 大坂城之女（日语：大坂城の女）（1970年、KTV、演：中村竹彌（日语：中村竹弥））
- 春之坂道（日语：春の坂道）（1971年、NHK大河劇、演：島田正吾）
- 熱血猿飛佐助（日语：熱血猿飛佐助）（1972年、TBS、演：目黑祐樹（日语：目黒祐樹））
- 宮本武藏（日语：宮本武蔵 (1975年のテレビドラマ)）（1975年、CX、演：長門勇）
- 真田幸村的謀略（日语：真田幸村の謀略）（1979年、東映、演：松方弘樹）
- 猿飛佐助（日语：猿飛佐助 (1980年のテレビドラマ)）（1980年、NTV、演：川崎麻世）
- 風神之門（日语：風神の門#テレビドラマ版）（1980年、NHK、演：竹脇無我）
- 關原（日语：関ヶ原 (テレビドラマ)）（1981年、TBS、演：南条弘二）
- 戰國的女子們（1982年、CX、演：三浦浩一）
- 德川家康（1983年、NHK大河劇、演：若林豪）
- 真田太平記（日语：真田太平記 (テレビドラマ)）（1985年、NHK、演：草刈正雄）
- 風雲 柳生武藝帳（日语：風雲 柳生武芸帳）（1985年、TX、演：山村聰）
- 獨眼龍政宗（1987年、NHK大河劇、演：若林豪）
- 春日局（1989年、NHK大河劇、演：高橋悦史）
- 風雲!真田幸村（日语：風雲!真田幸村）（1989年、TX、演：北大路欣也）
- 影武者德川家康（日语：影武者徳川家康#テレビドラマ (1998年・テレビ朝日版)）（1998年、ANB、演：伊藤敏八）
- 家康最恐懼的人 真田幸村（日语：家康が最も恐れた男 真田幸村）（1998年、TX、演：松方弘樹）
- 葵德川三代（2000年、NHK大河劇、演：西鄉輝彥）
- 武藏MUSASHI（2003年、NHK大河劇、演：中村雅俊）
- 新影之軍團III 地雷火（日语：新・影の軍団）（2003年、Cinema Paradiso、演：神山繁（日语：神山繁））
- 少女殺手阿墨：Death or Love（2005年、東寶、演：永澤俊矢）
- 茶茶 天涯的貴妃（2007年、東映、演：黃川田將也）
- 天地人（2009年、NHK大河劇、演：城田優）
- 江～公主們的戰國～（2011年、NHK大河劇、演：濱田學（日语：浜田学））
- 影武者德川家康（日语：影武者徳川家康#テレビドラマ (2014年・テレビ東京「新春ワイド時代劇」)）（2014年、TX、演：山田純大）
- 真田丸（2016年、NHK大河劇、演：堺雅人）
- 真田十勇士（日语：真田十勇士 (2014年の劇作品)#映画）（2016年、松竹・日活、演：加藤雅也）
- 怎麼辦家康（2022年、NHK大河劇、演：日向亘）

音樂劇
- 真田幸村～夢・燃燒～（2007年、大阪・松下IMP音樂廳、演：櫻花昇（日语：桜花昇ぼる））

舞台劇
- 刀劍亂舞 天傳 蒼空之兵-大坂冬之陣- （2021年、東京 IHI、演：鈴木裕樹）

人偶劇
- 真田十勇士（1975年、NHK、人偶師：辻村壽三郎（日语：辻村寿三郎））

動漫畫
- 猿飛佐助
- 猿飛佐助 K闇之軍團
- 新釋 戰國英雄傳說 真田十勇士（2005年、新釋真田十勇士製作委員會）
- MUSASHI -GUN道-（2006年、「MUSASHI」製作委員會）
- 戰國BASARA（配音：保志總一朗(日)；李景唐(台)）
- 百花繚亂 SAMURAI GIRLS（配音：釘宮理惠）
- BRAVE10(配音：森川智之）
- 蟲奉行(配音：諏訪部順一）
- 鬼眼狂刀（講談社、上條明峰作）
- 虛無戰史MIROKU（日语：虚無戦史MIROKU）（德間書店、石川賢作）
- 花之慶次（集英社、原哲夫作）

電玩遊戲
- 戰國無雙系列、無雙OROCHI系列（光榮、青年/壯年配音：草尾毅；少年配音：齊藤佑圭[1]）
- 戰國BASARA系列（CAPCOM、配音：保志總一朗）
- 太閤立志傳系列（光榮）
- 信長之野望系列（光榮）
- 決戰系列（光榮、配音：堀秀行）
- Crash Fever
- 天下人
- 真田十勇士
- 婆沙羅
- 美男戰國◆穿越時空之戀（配音：細谷佳正→小野賢章）
- 仁王 Nioh
- 戰刻夜想曲（配音：山下大輝）
- 貓咪大戰爭
- 怪物彈珠
- 模型少女AWAKE（配音：河西健吾(日)；喬資淯(台)）
- 新楓之谷

## 另見
真田十勇士
- 猿飛佐助（鷲尾幸吉）
- 霧隱才藏（名張宗連、鹿右衛門）
- 望月六郎（望月幸忠、村雄、主水、卯左衛門、宇右衛門、六右衛門、善太夫、六郎次、高野小天狗）
- 海野六郎（海野利一、六右衛門、三左衛門、小平太、吳羽自然坊）
- 根津甚八（根津貞盛、小六；原型為淺井井賴）
- 穴山小助（穴山安治、岩千代、雲洞軒）
- 由利鎌之助（由利基幸、春房）
- 筧十藏（筧政右衛門、金六郎、掛飛十藏）
- 三好清海（三好新左衛門；原型為三好政康）
- 三好伊三（三好新兵衛；原型為三好政勝（日语：三好政勝））

真田七影武
- 穴山小助（穴山安治）
- 鳩幸祐貞（班鳩右衛門）
- 山田友宗（舍人）
- 伊藤繼基（團右衛門）
- 木村公守（助五郎）
- 山浦國英（國秀、新兵衛）
- 林寬高（源次郎、彈左衛門）

### 文獻
- 日本學研出版社1997年~ 歷史群像系列  戰國合戰大全 下卷（天下一統與三英傑的偉業）: 卷末～奮戰 真田幸村；同戰國時代壯烈結束的鬼將，ISBN 4056015317。
- 日本學研出版社~新歷史群像系列之二　真田幸村與大坂之陣，ISBN 4056042470。

- 维基共享资源上的相關多媒體資源：真田信繁